# 克拉斯諾斯塔夫 (赫梅利尼茨基州)
50°24′20″N 27°10′48″E / 50.40556°N 27.18000°E
克拉斯諾斯塔夫（烏克蘭語：Красностав），是烏克蘭西部的村莊，隸屬赫梅利尼茨基州的舍佩蒂夫卡區。該村面積3.46平方公里，海拔高度215米，2001年人口535，人口密度每平方公里154.6人。